# Dominus
Dominus var ett danskt death metalband bildat av Michael Poulsen i Ringsted 1991. Dominus splittrades 2000-2001.

## Samtliga medlemmar
Senaste kända medlemmar
- Brian Andersen – trummor (?–2000)
- Jens Peter Storm – gitarr (?–2000)
- Michael Poulsen – sång, gitarr (1991–2000)
- Franz "Hellboss" Gottschalk – basgitarr (2000)

Tidigare medlemmar
- Jesper Olsen – basgitarr
- Anders Nielsen – basgitarr
- Butch Christensen – basgitarr
- Jess Larsen – trummor
- Lars Hald – trummor
- Mads Hansen – gitarr
- Keld Buchhard – gitarr
- Morten Saxtorph – gitarr, sång

## Diskografi
Demo
- Ambrosius Locus (1992)
- Astaroth (1993)

Studioalbum
- View to the Dim (1994)
- The First Nine (1996)
- Vol.Beat (1997)
- Godfallos (2000)

EP
- Sidereal Path of Colours (1993)